# Ausschlüsse aus dem Schriftstellerverband der DDR 1979
Die Ausschlüsse aus dem Schriftstellerverband der DDR erfolgten gegen neun Schriftsteller, darunter Stefan Heym und Klaus Schlesinger.

## Vorgeschichte
Nach der Ausbürgerung von Wolf Biermann im November 1976 und den Protesten dagegen wurden gegen viele Schriftsteller und Künstler in der DDR Maßnahmen wie Inhaftierungen, Ausschlüsse aus dem Schriftstellerverband, Publikationsverbote und weiteres vorgenommen. Einige reisten danach in die Bundesrepublik oder nach West-Berlin aus, andere zogen sich aus leitenden Positionen im Schriftstellerverband zurück.
Stefan Heym veröffentlichte daraufhin 1978 seinen Roman Collin in der Bundesrepublik ohne die nötige Zustimmung des Büros für Urheberrechte in der DDR. In diesem kritisierte er relativ unverhüllt Kulturfunktionäre in der DDR. Auch Rolf Schneider und Klaus Poche veröffentlichten kritische Romane bei westlichen Verlagen. Daraufhin wurde gegen Stefan Heym ein Verfahren wegen Devisenvergehen eröffnet. Acht Schriftsteller, darunter Klaus Schlesinger und Erich Loest protestierten dagegen in einem offenen Brief an Erich Honecker.

„(...) mit wachsender Sorge verfolgen wir die Entwicklung unserer Kulturpolitik. Immer häufiger wird versucht, engagierte, kritische Schriftsteller zu diffamieren, mundtot zu machen, oder, wie unseren Kollegen Stefan Heym, strafrechtlich zu verfolgen. Der öffentliche Meinungsstreit findet nicht statt. Durch die Kopplung von Zensur und Strafgesetzen soll das Erscheinen kritischer Werke verhindert werden. (...)“

Der Schriftsteller Dieter Noll veröffentlichte daraufhin eine Erklärung im Neuen Deutschland am 22. Mai, in dem er drei von ihnen öffentlich diffamierte. Am 23. Mai wurde die Verurteilung zu einer Geldstrafe von 9000 Mark gegen Stefan Heym öffentlich bekanntgegeben. In den folgenden Tagen trafen sich das Präsidium und der Zentralvorstand des Schriftstellerverbandes der DDR zu Beratungen.

## Ausschlüsse
Am 5. Juni wurden vertrauliche Gespräche mit den betroffenen Schriftstellern geführt, die aus dem Schriftstellerverband ausgeschlossen werden sollten. In diesen wurde ihnen die Möglichkeit gegeben, ihre kritischen Positionen zu revidieren, was sie aber nicht taten.
Am 7. Juni 1979 fand im Roten Rathaus in Berlin eine Versammlung der Mitglieder des Berliner Bezirksverbandes des Schriftstellerverbandes statt, zu der etwa 400 Personen erschienen, von denen einige relativ unbekannt waren. Es gab Reden von führenden Vertretern und Mitgliedern des Schriftstellerverbandes sowie von den vom Ausschluss bedrohten. Lediglich Stephan Hermlin, Christa Wolf, Ulrich Plenzdorf und Franz Fühmann konnten sich gegen die beabsichtigten Ausschlüsse äußern, Joachim Walther wurde kein Rederecht erteilt. Bei der Abstimmung votierten dann etwa 80 Prozent der anwesenden Mitglieder für den Ausschluss.

## Reaktionen
Über den Ausschluss der Schriftsteller wurde danach ausführlich in westlichen Medien berichtet. Es gab auch einige inoffizielle Kritik innerhalb des Landes. 
In der DDR unterstützten viele Künstler öffentlich den Ausschluss, darunter die Sänger Theo Adam, Peter Schreier, Frank Schöbel, Chris Doerk, die Puhdys, Monika Hauff und Klaus-Dieter Henkler und viele andere.
Einige der betroffenen Autoren wie Klaus Schlesinger, Klaus Poche und Erich Loest verließen danach die DDR, andere wie Stefan Heym und Rolf Schneider blieben, lebten aber unter erschwerten Bedingungen.
Erst im November 1989 wurden die Ausschlüsse rückgängig gemacht. Der Schriftsteller Joachim Walther, der bei der Ausschlussversammlung 1979 anwesend war, fand 1990 die Tonbandprotokolle dazu und recherchierte daraufhin die Geschehnisse und ihre Hintergründe detailliert.